# دهستان زرکان
دهستان زرکان، یکی از دهستان‌های بخش لایبید شهرستان میمه و وزوان در استان اصفهان ایران است. مرکز این دهستان، روستای حسن رباط است.

## جمعیت
بر پایه سرشماری عمومی نفوس و مسکن در سال ۱۳۹۵، جمعیت دهستان زرکان برابر با ۲٬۱۱۹ نفر بوده است.